# سازمان بازرسی کل کشور
سازمان بازرسی کل کشور یکی از دستگاه‌ های  قوه قضائیه ایران  است که به منظور اجرای اصل ۱۷۴  قانون اساسی جمهوری اسلامی ایران  تشکیل شده‌ است. فعالیت سازمان بازرسی کل کشور زیر نظر رئیس  قوه قضائیه انجام می‌گیرد. سازمان بازرسی کل کشور بالاترین نهاد نظارتی در کشور است.

## انواع نظارت و بازرسی
بازرسی به سه گونه انجام می‌پذیرد:
- بازرسی مستمر: این بازرسی به صورت عادی و مداوم بر اساس سیاست‌ها و خط مشی کلی نظام انجام می‌پذیرد.

- بازرسی فوق‌العاده: این بازرسی بر اساس ضرورت صورت می‌پذیرد.

- بازرسی موردی: رئیس سازمان می‌تواند در مورد مشخصی بازرسی راه بیندازد.

سازمان بازرسی کل کشور در ۸۵ وزارتخانه، سازمان و دستگاه دولتی صندوق‌های ارتباطات در اختیار مردم قرار داده‌ است.

## تاریخچه
در سال ۱۳۰۸ نظامنامه هیئت تفتیشه مملکتی و وظیفه مأموران دولتی به تصویب هیئت وزیران رسید. در سال ۱۳۱۵ خورشیدی با تصویب قانون اصلاح قسمتی از قانون اصول تشکیلات عدلیه، بازرسی کل کشور به ریاست وزیر دادگستری قرار گرفت و به موجب ماده ۶ آن، دفتر بازرسی کل کشور از دفاتر اختصاصی وزیر عدلیه شمرده شد. در سال ۱۳۳۷ به فرمان شاه بازرسی شاهنشاهی تأسیس شد، ولی این بازرسی چون مجوز قانونی نداشت در سال ۱۳۴۱ به دستور دولت وقت تعطیل شد و بازرسی کل کشور تا سال ۱۳۴۷ وظایف قانونی خود ادامه داد.
در سال ۱۳۴۷ قانون تشکیل سازمان بازرسی شاهنشاهی مشتمل بر ۱۴ ماده و دو تبصره به تصویب مجلس رسید و برابر با این قانون اداره کل بازرسی کل کشور به اداره کل بازرسی وزارت دادگستری که وظیفه آن تنها رسیدگی به امور قضایی و اداری دادگستری بود تبدیل شد و دیگر وظیفه‌های اداره کل بازرسی کشور به سازمان بازرسی شاهنشاهی واگذار شد.
برابر ماده ۱ قانون، سازمان بازرسی شاهنشاهی زیر نظر شاه بود و نخست وزیر مسئول امور مربوط به این سازمان در دو مجلس شد و نیز تعیین رئیس سازمان به فرمان شاه بود.

## سازمان بازرسی پس از انقلاب
آشفتگی‌های اداری پس از انقلاب اسلامی ایران که از آثار قهری هر انقلابی است و جو حاکم بر دستگاه‌های دولتی و وابسته به دولت در آن زمان، قدرت هرگونه اقدام مؤثر و تحرکی را از این سازمان سلب کرده بود. در نهایت در اجرای اصل‏ یکصد و هفتاد و چهارم(174) قانون اساسی، قانون تأسیس سازمان بازرسی کل کشور در تاریخ 19-7-1360 به تصویب مجلس شورای اسلامی رسید. در این اصل از قانون اساسی آمده است: «بر اساس‏ حق‏ نظارت‏ قوه‏ قضائیه‏ نسبت‏ به‏ حسن‏ جریان‏ امور و اجرای‏ صحیح‏ قوانین‏ در دستگاه‏‌های اداری‏ سازمانی‏ به‏ نام‏ "سازمان‏ بازرسی‏ کل‏ کشور" زیر نظر رئیس‏ قوه‏ قضائیه‏ تشکیل‏ می‌گردد. حدود اختیارات‏ و وظایف‏ این‏ سازمان‏ را قانون‏ تعیین‏ می‌کند.»
قانون تشکیل سازمان بازرسی کل کشور در اولین دوره مجلس شورای اسلامی در  ۱۴ ماده و ۵ تبصره به تصویب وکلای ملت رسید.
نمایندگان مجلس پنجم، این قانون را بعد از گذشت ۱۵ سال در هفتم مردادماه سال ۱۳۷۵ اصلاح کردند و قانون جدید را در ۱۲ ماده با اصلاحیات و الحاقیات به تصویب رساندند.
قانون تشکیل سازمان بازرسی کل کشور برای بار دوم در هفدهم تیرماه ۱۳۸۷ اصلاح و طبق مصوبه نمایندگان مجلس، مقرر شد این قانون برای مدت ۵ سال به‌طور آزمایشی اجرا شود.
پس از پایان مدت زمان اجرای آزمایشی قانون، نمایندگان دوره نهم مجلس شورای اسلامی در پانزدهم مهر ماه ۱۳۹۳ این قانون را برای سومین بار اصلاح و مصوب کردند.

## شورای دستگاه های نظارتی کشور
اهداف شورا :
شورا با هدف ایجاد هماهنگی بین دستگاه‌های نظارتی کشور، افزایش کارایی و اثربخشی اقدامات دستگاه‌های نظارتی کشور، جلوگیری از تداخل و دوباره کاری و رفع آسیب‌های مربوط به نظام نظارتی کشور، مبارزه مؤثر با فساد و ارتقاء سطح بهره‌وری و تقویت مدیریت کشور با عضویت رؤسای پنج دستگاه نظارتی کشور دیوان عدالت اداری، سازمان بازرسی کل کشور دیوان محاسبات، وزارت اطلاعات و سازمان حسابرسی فعالیت خود را آغاز نمود.
 ارکان شورا :
- رئیس شورا

- دبیر شورا
- دبیرخانه شورا
- شورای نمایندگان دستگاه‌های نظارتی کشور
- کارگروه‌های دستگاه‌های نظارتی استان‌ها
- کارگروه‌های تخصصی استان‌ها

اولین جلسه شورا در مورخ دوم آبان ماه سال ۱۳۸۷ در سازمان بازرسی کل کشور تشکیل گردید، انتخاب رئیس شورا، دبیر و تشکیل کارگروه‌های مربوط در دستور کار این جلسه قرار گرفت.
 اعضاء شورا:
- دیوان محاسبات
- سازمان بازرسی کل کشور
- وزارت اطلاعات
- دیوان عدالت اداری
- معاونت برنامه ریزی و نظارت راهبردی ریاست جمهوری
- معاونت نظارت مجلس شورای اسلامی

 برخی اقدامات شورا:
برگزاری اجلاس سراسری شورای دستگاه‌های نظارتی کلیه استان‌های کشور به منظور تعامل بیشتر بین دستگاه‌های نظارتی استان و اجرایی به ویژه استانداری ها در زمینه مختلف از جمله:
- اجرای طرح هدفمند کردن یارانه‌ها
- اقداماتی در زمینه تثبیت مالکیت اراضی ملی و جلوگیری از پدیده زمین خواری در کشور
- فعالیت مؤثر شورا برای وصول سریعتر مطالبات معوق بانک ها
- بررسی چگونگی اجرای پروژه‌های عمرانی و ارائه پیشنهادهای مؤثر برای پیشرفت بهتر طرح ها
- نظارت مناسب بر عملکرد نیروی انتظامی استان‌ها در زمینه مبارزه با مواد مخدر و کالای قاچاق و انسداد مرزها
- شناسایی چالشها و نقاط آسیب پذیر در برخی از بخشهای اقتصادی، اجتماعی و فرهنگی و ارائه راهکارهای رفع آن توسط شورای دستگاه‌های نظارتی
- همکاری شورا با دادسراهای عمومی و انقلاب و مراجع قضائی در تعقیب پرونده‌های کیفری
- تشکیل هیئت های بازرسی و نظارت مشترک با حسابرسی، اطلاعات و دیوان محاسبات در برخی از استان‌ها
- نظارت بر نحوه ارائه خدمات دستگاه‌های اجرایی
- تلاش در جهت شناسایی مدیران لایق، شایسته و ساعی برای تشویق آنان [۱]

## امور بین‌الملل
شناخت تحولات بین‌المللی و دریافت دانش و تجربه‌های جهانی برای مبارزه با فساد امری لازم و ضروری است. از آن جا که فساد ابعاد فراملی پیداکرده و منحصر به مرزهای جغرافیایی یک کشور نیست، مبارزه با این پدیده نامیمون، نیازمند همکاری بازیگران دولتی و غیردولتی بین‌المللی با یکدیگر است. این سازمان بنا به همین ضروریات، از طریق اداره امور بین‌الملل از خردادماه ۱۳۷۶ متناسب با اهداف و وظایف خود و قوانین و مقررات داخلی و بین‌المللی، فعالیت‌های بین‌المللی خود را توسعه داده است. تعامل با دستگاه‌های نظارت و بازرسی، نهادهای مبارزه با فساد و نهادهای رسیدگی‌کننده به شکایات مردمی(آمبودزمانی) در سطوح منطقه‌ای، قاره‌ای و بین‌المللی، برای ارتقاء و کارایی فعالیت‌های سازمان از جمله اهداف این اداره بوده است. 

## رؤسای سازمان پس از انقلاب
| رئیس                 | زمان ریاست                     |
| -------------------- | ------------------------------ |
| سید مصطفی محقق داماد | ۱۳۶۰ - ۱۳۷۳                    |
| سید ابراهیم رئیسی    | ۳۱ مرداد ۱۳۷۳ - ۱۹ مرداد ۱۳۸۳  |
| محمد نیازی           | ۳ شهریور ۱۳۸۳ - ۸ تیر ۱۳۸۷     |
| مصطفی پورمحمدی       | ۱۲ تیر ۱۳۸۷ - ۲۴ مرداد ۱۳۹۲    |
| ناصر سراج            | ۳۰ مرداد ۱۳۹۲ - ۲۶ شهریور ۱۳۹۸ |
| حسن درویشیان         | ۲۶ شهریور ۱۳۹۸ - ۹ آبان ۱۴۰۰   |
| ذبیح‌الله خدائیان     | ۹ آبان ۱۴۰۰ تاکنون             |